# Pemzaszen
Pemzaszen – wieś w Armenii, w prowincji Szirak. W 2011 roku liczyła 3244 mieszkańców.